# 양평전자과학고등학교
양평전자과학고등학교(楊平電子科學高等學校)는 대한민국 경기도 양평군 양서면 국수리에 있는 공립 고등학교이다.

## 학교 연혁
- 1974년 12월 27일 : 국수고등학교 설립인가(각 학년 2학급, 계 6학급)
- 1975년 3월 5일 : 국수고등학교 개교
- 1975년 4월 3일 : 제1대 이동익 교장 취임
- 1978년 2월 23일 : 국수고등학교 제1회 106명 졸업
- 1992년 9월 29일 : 양평공업고등학교로 학칙 변경 인가
- 1993년 3월 1일 : 보통과 폐과, 전기과 2학급 입학
- 2011년 8월 16일 : 특성화고, 학과개편 승인(전기제어과, 스마트에너지과, 네트워크통신과, 디지털전자과)
- 2012년 1월 15일 : 교명변경 승인(양평전자과학고등학교로 교명 변경)
- 2012년 3월 1일 : 양평전자과학고등학교 교명 변경
- 2021년 1월 13일 : 양평전자과학고등학교 제44회 66명 졸업(총 4,299명)
- 2021년 3월 1일 : 제19대 김민철 교장 취임

## 설치 학과
- 전기제어과
- 전자정보과

## 참고 자료
- 양평전자과학고등학교 - 한국교육학술정보원 학교알리미